# Daniel Batz
Daniel Batz (* 12. Januar 1991 in Erlangen) ist ein deutscher Fußballtorhüter. Er steht beim 1. FSV Mainz 05 unter Vertrag.

## Karriere
Er begann mit fünf Jahren bei den G-Junioren des SC Adelsdorf mit dem Fußballspielen und wechselte 2003 zur SpVgg Greuther Fürth, 2005 zum 1. FC Nürnberg.
Am 17. Oktober 2008 gab er bei der 0:3-Niederlage gegen den SSV Ulm 1846 sein Debüt im Herrenbereich in der zweiten Mannschaft der 1. FC Nürnberg in der viertklassigen Regionalliga Süd. Zu diesem Zeitpunkt war er auch noch für die A-Jugend (U-19) spielberechtigt. In der Wintervorbereitung 2009/10 bremste ein Mittelfußbruch und eine Folgeverletzung den Nachwuchstorhüter aus. Zur Saison 2010/11 rückte Batz in den Profikader auf, kam aber weiterhin in der zweiten Mannschaft zu Einsätzen.
Zur Saison 2011/12 wechselte Batz zum SC Freiburg und unterschrieb zunächst einen Dreijahresvertrag bis zum 30. Juni 2014. Spielpraxis sammelte die Nummer zwei hinter Oliver Baumann gelegentlich bei der zweiten Mannschaft in der Regionalliga. Am letzten Spieltag der Saison 2011/12 kam er bei der 0:4-Niederlage beim bereits feststehenden Meister Borussia Dortmund zu seinem einzigen Bundesligaeinsatz. In den folgenden beiden Spielzeiten wechselte er sich mit dem späteren Stammtorhüter Alexander Schwolow auf der Ersatzbank des SC Freiburg ab, bis in der Saison 2014/15 Sebastian Mielitz zur Nummer zwei wurde. Für die zweite Mannschaft absolvierte er in den vier Jahren beim SC Freiburg 35 Spiele in der Regionalliga.
Zur Saison 2015/2016 wechselte Batz zum Drittligisten Chemnitzer FC. Nachdem er bei den Sachsen nur zu zwei Einsätzen gekommen war, verließ er den CFC bereits im Januar 2016 und schloss sich dem Regionalligisten SV Elversberg an.
Nach seinem Vertragsende wechselte Batz im Sommer 2017 zum Ligakonkurrenten 1. FC Saarbrücken. Sein Zweijahresvertrag wurde im Februar 2019 vorzeitig bis 2021 verlängert.
Am 3. März 2020 sicherte Batz dem Verein das Erreichen des Halbfinales im DFB-Pokal, indem er im Viertelfinale gegen Fortuna Düsseldorf erst einen Elfmeter in der regulären Spielzeit und dann vier von zehn Strafstößen im Elfmeterschießen hielt. Damit brach er den DFB-Pokal-Rekord von vier gehaltenen Elfmetern in einem Spiel, der 1992 von Uwe Kamps gegen Bayer Leverkusen aufgestellt wurde.
Zur Saison 2023/24 wechselte er für zwei Jahre zum Bundesligisten 1. FSV Mainz 05. Er vervollständigt das Torwart-Trio mit Robin Zentner und Lasse Rieß.